# Altenfelden (Allersberg)
Altenfelden ist ein Gemeindeteil des Marktes Allersberg im mittelfränkischen Landkreis Roth in Bayern. Die Gemarkung Altenfelden hat eine Fläche von 14,351 km². Sie ist in 1507 Flurstücke aufgeteilt, die eine durchschnittliche Fläche von 9522,61 m² haben. In ihr liegen neben dem namensgebenden Ort die Gemeindeteile Allersberg (zum Teil), Appelhof, Eisbühl, Eppersdorf, Eulenhof, Harrhof und Reckenricht.

## Geographische Lage
Beim Kirchdorf entspringen zwei Quellbäche des Brunnbachs, einem rechten Zufluss der Rednitz. Im Nordosten schließt sich der bewaldete Harbruck an. Direkt im Westen verlaufen die Bundesautobahn 9 und die Schnellfahrstrecke Nürnberg–Ingolstadt. Dahinter liegt der Regionalbahnhof Allersberg mit einem großen Park-and-Ride-Platz. Eine Gemeindeverbindungsstraße führt nach Allersberg zur Staatsstraße 2225 (1,4 km südöstlich) bzw. zur Kreisstraße RH 35 (0,4 km westlich).

## Geschichte
1285 wurde Altenfelden erstmals urkundlich erwähnt. Herrschaftsträger waren Ulrich von Sülzburg, die Herren von Wolfstein und die Nürnberger Patrizier Ellwanger. 1457 erwarb Herzog Ludwig IX. der Reiche von Bayern-Landshut das Dorf. Im 16. Jahrhundert bestand der Ort aus 13 Anwesen.
Gegen Ende des 18. Jahrhunderts gab es in Altenfelden 18 Anwesen, darunter ein Gemeindehirtenhaus. Das Hochgericht und die Dorf- und Gemeindeherrschaft übte das pfalz-neuburgische Pflegamt Allersberg aus. Grundherren waren das pfalz-neuburgische Landrichteramt Hilpoltstein (17 Anwesen) und das eichstättische Kastenamt Jettenhofen (1 Anwesen). Es gab zu dieser Zeit 17 Untertansfamilien, von denen 5 ansbachisch waren. Von 1797 bis 1808 unterstand ein Teil des Ortes dem Justiz- und Kammeramt Roth.
Im Rahmen des Gemeindeedikts (frühes 19. Jahrhundert) wurde Altenfelden dem Steuerdistrikt Guggenmühle zugeordnet. Zugleich entstand die Ruralgemeinde Altenfelden, zu der Appelhof gehörte. Nach 1820 wurde die Gemeinde Eppersdorf mit den Orten Eisbühl, Eulenhof, Harrhof und Reckenricht eingegliedert. Die Gemeinde Altenfelden war in Verwaltung und Gerichtsbarkeit dem Landgericht Hilpoltstein zugeordnet und in der Finanzverwaltung dem Rentamt Hilpoltstein (1919 in Finanzamt Hilpoltstein umbenannt). Ab 1862 gehörte Altenfelden zum Bezirksamt Neumarkt in der Oberpfalz. Die Gerichtsbarkeit blieb beim Landgericht Hilpoltstein (1879 in Amtsgericht Hilpoltstein umbenannt), seit 1973 ist das Amtsgericht Schwabach zuständig. 1880 wurde Altenfelden dem neu gebildeten Bezirksamt Hilpoltstein zugeordnet (1939 in Landkreis Hilpoltstein umbenannt). Die Gemeinde hatte 1964 eine Gebietsfläche von 11,976 km². Am 1. Juli 1971 erfolgte im Zuge der Gebietsreform in Bayern die Eingemeindung nach Allersberg. Seit dem 1. Juli 1972 gehört Altenfelden zum Landkreis Roth.

### Baudenkmäler
In Altenfelden gibt es zwei Baudenkmäler:
- römisch-katholische Filialkirche St. Vitus (Altenfelden)
- Haus Nr. 12 und 24: Ehemalige Wohnstallhäuser

### Bodendenkmäler
In der Gemarkung Altenfelden gibt es zwei Bodendenkmäler.

### Einwohnerentwicklung
Gemeinde Altenfelden
| Jahr      | 1818   | 1836   | 1852   | 1855   | 1861   | 1867   | 1871   | 1875   | 1880   | 1885   | 1890   | 1895   | 1900   | 1905   | 1910   | 1919   | 1925   | 1933   | 1939   | 1946   | 1950   | 1952   | 1961   | 1970   |
| Einwohner | 139    | 270    | 307    | 302    | 300    | 247    | 260    | 239    | 247    | 226    | 229    | 243    | 248    | 212    | 209    | 215    | 226    | 213    | 195    | 326    | 318    | 283    | 267    | 254    |
| Häuser    | 27     | 40     |        |        |        |        | 54     |        |        | 47     | 50     |        | 50     |        |        |        | 43     |        |        |        | 47     |        | 50     |        |
| Quelle    | [ 19 ] | [ 20 ] | [ 21 ] | [ 21 ] | [ 22 ] | [ 23 ] | [ 24 ] | [ 25 ] | [ 26 ] | [ 27 ] | [ 28 ] | [ 29 ] | [ 30 ] | [ 29 ] | [ 31 ] | [ 29 ] | [ 32 ] | [ 29 ] | [ 29 ] | [ 29 ] | [ 33 ] | [ 29 ] | [ 14 ] | [ 34 ] |

Ort Altenfelden
| Jahr      | 001818 | 001836 | 001861 | 001871 | 001885 | 001900 | 001925 | 001950 | 001961 | 001970 | 001987 |
| Einwohner | 126    | 133    | 117    | 103    | 85     | 91     | 74     | 110    | 100    | 103    | 122    |
| Häuser    | 23     | 19     |        |        | 19     | 20     | 16     | 18     | 20     |        | 29     |
| Quelle    | [ 19 ] | [ 20 ] | [ 22 ] | [ 24 ] | [ 27 ] | [ 30 ] | [ 32 ] | [ 33 ] | [ 14 ] | [ 34 ] | [ 35 ] |

## Religion
Der Ort ist römisch-katholisch geprägt und nach Mariä Himmelfahrt (Allersberg) gepfarrt. Die Einwohner evangelisch-lutherischer Konfession waren ursprünglich nach St. Georg (Pyrbaum) gepfarrt, seit den 1960er Jahren ist die Pfarrei Allersberg zuständig.